# Урал-Тау (заказник)
Урал-Тау (баш. Уралтау заказнигы) — государственный природный комплексный (ландшафтный) заказник республиканского значения, расположенный в Учалинском районе Республики Башкортостан. На территории заказника находятся истоки рек Белая и Урал.

## Обзор
Охрану территории заказника, а также мероприятия по сохранению биологического разнообразия и поддержанию в естественном состоянии природных комплексов и объектов на территории заказника осуществляет государственное бюджетное учреждение «Дирекция по особо охраняемым природным территориям Республики Башкортостан».
Заказник занимает крупный участок центральной части Южного Урала в верховьях рек Белой и Урал, включает кварталы N 1—231 Кирябинского участкового лесничества, кварталы N 51—56, 65—73, 81—91 Северо-Уральского участкового лесничества государственного учреждения Учалинское лесничество.
Заказник создан для сохранения, воспроизводства и восстановления природного комплекса, обеспечивающего естественную среду обитания, рациональное использование и поддержание гено- и ценофонда; сохранения, восстановления и воспроизводства объектов животного мира, в том числе редких и находящихся под угрозой исчезновения; восстановления и сохранения численности, расширения ареала исчезающих видов растений и животных, а также видов, ценных в хозяйственном, научном, культурном отношении.